# Hal Buell
Hal Buell (1931/1932 – 29. ledna 2024, Sunnyvale) byl americký fotograf, který byl dvacet pět let vedoucím fotografické služby (fotografický ředitel) v Associated Press, kde dohlížel na mezinárodní tým 300 fotografů. Byl také autorem Moments: The Pulitzer Prize-Winer Photographs a Uncommon Valor, Common Virtue, knihy o válečném fotografovi Joe Rosenthalovi.

## Vzdělání
Buell byl absolventem Medill School of Journalism na Northwestern University.

## Kariéra
Buell pracoval ve fotožurnalistice 40 let. Je známý jako jeden z nejaktivnějších archivářů 20. a 21. století a přednášel po celém světě. Jeho editační práce pomohla definovat novinářskou fotografii po celém světě. Buell také publikoval řadu fotografických knih o Japonsku a Asii pro děti poté, co tam v 60. letech žil a pracoval. Působil ve více než 35 zemích. Fotografie pořízené jinými a upravené Buellem se objevily na CNN a BBC. Produkoval také filmové dokumenty, které se objevily na History Channel.

## Smrt
Buell zemřel na zápal plic v Sunnyvale v Kalifornii 29. ledna 2024 ve věku 92 let.